# Янув (гміна, Сокульський повіт)
Гміна Янув (пол. Gmina Janów) — сільська гміна у східній Польщі. Належить до Сокульського повіту Підляського воєводства.
Станом на 31 грудня 2011 у гміні проживало 4419 осіб.

## Територія
Згідно з даними за 2007 рік площа гміни становила 207.84 км², у тому числі:
- орні землі: 61.00%
- ліси: 33.00%

Таким чином, площа гміни становить 10.12% площі повіту.

## Населення
Станом на 31 грудня 2011:
| Опис     | Загалом | Загалом | Чоловіки | Чоловіки | Жінки | Жінки |
| -------- | ------- | ------- | -------- | -------- | ----- | ----- |
| одиниця  | осіб    | %       | осіб     | %        | осіб  | %     |
| все      | 4419    | 100     | 2188     | 49.51    | 2231  | 50.49 |
| міське   | 0       | 100     | 0        |          | 0     |       |
| сільське | 4419    | 100     | 2188     | 49.51    | 2231  | 50.49 |

## Сусідні гміни
Гміна Янув межує з такими гмінами: Домброва-Білостоцька, Корицин, Сідра, Сокулка, Суховоля, Чарна-Білостоцька.